# آندروماخه ۱۷۵

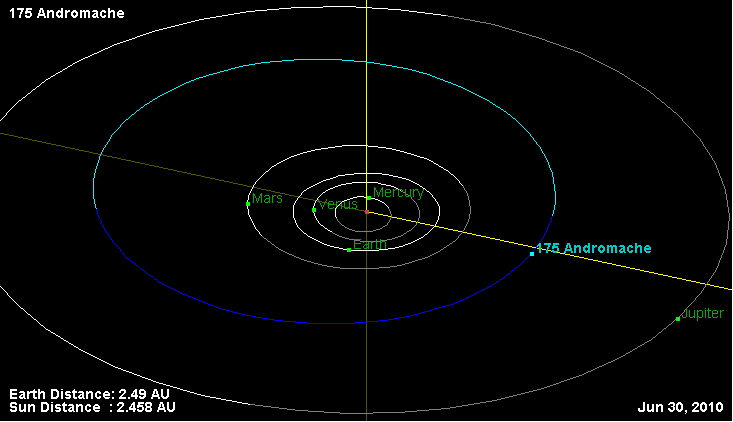
مدار سیارک ۱۷۵ در منظومه شمسی و موقعیت آن.

سیارک ۱۷۵ (به انگلیسی: 175 Andromache) صد و هفتاد و پنجمین سیارک کشف شده‌است که در ۱ اکتبر ۱۸۷۷ کشف شد.
قدر مطلق سیارک برابر ۸٫۳۱ است.